# Čertovka

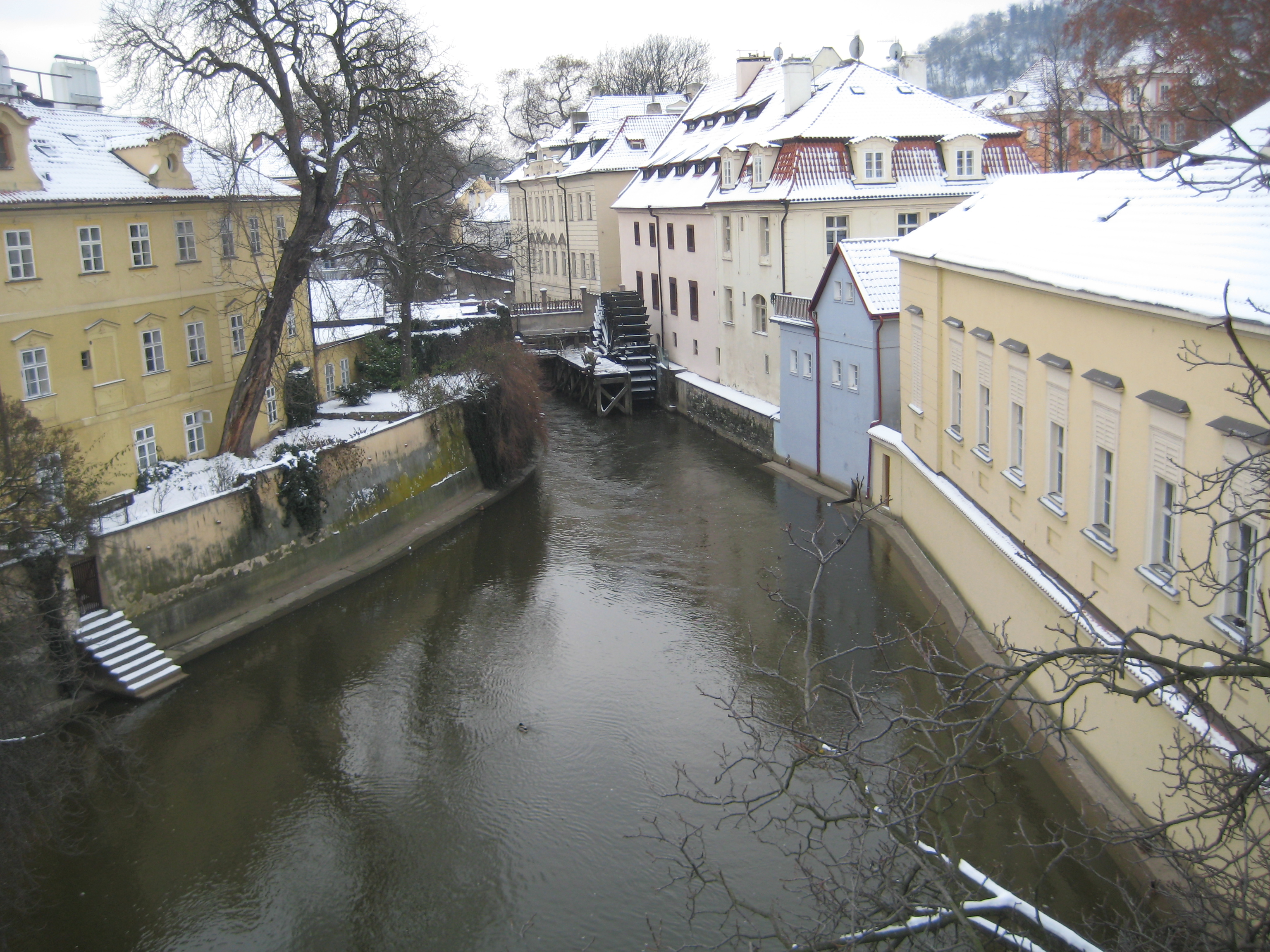
La Čertovka e uno dei mulini ad acqua

La Čertovka (in italiano "canale del diavolo") è un canale artificiale che si trova a Praga e che raccoglie le acque del fiume Moldava separando l'isola di Kampa dal resto del quartiere di Malá Strana.
Il canale è stato costruito probabilmente nel XII secolo dall'Ordine dei Cavalieri di Malta per far girare i mulini ad acqua di origine medievale che ancora sorgono lungo le rive.